# Gerard Kemkers
Gerard Kemkers, född 8 mars 1967 i Groningen, är en nederländsk före detta skridskoåkare och numera skridskotränare. Hans största framgång är bronset vid OS 1988 i Calgary på 5000 m, ett lopp som vanns av Tomas Gustafson. Kemkers var en duktig allroundåkare, och har både VM- och EM-medaljer i denna disciplin, dock inget guld.
Kemkers avslutade sin aktiva karriär redan 1990, endast 23 år gammal, efter att ha fått problem med benet. Han startade istället en karriär som tränare, och har bland annat tränat de framgångsrika nederländska åkarna Carl Verheijen, Jochem Uytdehaage och Sven Kramer. I OS 2010 i Vancouver ledde Kemkers sin adept Sven Kramer till guld på 5000 m, men blev mer uppmärksammad i 10 000 m-loppet, då han ledde in Kramer på fel bana. Kramer fick bästa tiden i mål, men blev diskvalificerad, och kritiserade efteråt sin tränare i media.